# Fritz Mietzsch
Fritz Mietzsch (* 28. Mai 1896 in Dresden; † 29. November 1958 in Wuppertal-Elberfeld) war ein deutscher Chemiker, bekannt für die Synthese von Sulfonamiden.
Mietzsch studierte ab 1915 Chemie an der TH Dresden, an der er 1922 bei Walter König promoviert wurde. Dann war er Dozent bei König in Dresden, 1923 ging er zu den Farbenfabriken Bayer in Leverkusen zunächst in die Farbstoffforschung und 1924 in die Pharmazeutische Abteilung in Elberfeld. 1939 erhielt er Prokura, und ab 1949 leitete er die Pharmazeutische Forschung bei Bayer AG. Ab 1953 war er Honorarprofessor an der Universität Bonn.
Ab 1927 befasste er sich mit Josef Klarer mit der pharmazeutischen Wirkung von Azofarbstoffen. 1932 führte dies zur Entwicklung der Sulfonamide unter Mitwirkung von Gerhard Domagk. Das erste Sulfonamid kam 1935 als Prontosil auf den Markt. Mietzsch war auch an der Suche weiterer Sulfonamide beteiligt sowie an der Entwicklung des Malariamittels Atebrin (1931, mit Hans Mauss) und ab 1946 von Mitteln gegen Tuberkulose (Conteben, Solvoteben, Neoteben). 
1956 wurde er Ehrendoktor der Technischen Universität Dresden. 1934 erhielt er die Emil-Fischer-Medaille.

## Werke
- Über den Parallelismus kationischer und anionischer Halochromie bei Polymethinfarbstoffen aus mehrwertigen Phenolen und Indolen. Dresden, Techn. Hochschule, Diss., 1922
- Therapeutisch verwendbare Sulfonamid- und Sulfon-Verbindungen. Verlag Chemie 1945 (Beihefte zur Zeitschrift des Vereins Deutscher Chemiker 54)
- Chemie und wirtschaftliche Bedeutung der Sulfonamide. Westdeutscher Verlag  1954 (= Arbeitsgemeinschaft für Forschung des Landes Nordrhein-Westfalen / AGF[Arbeitsgemeinschaft für Forschung des Landes Nordrhein-Westfalen / Natur-, Ingenieur- und Gesellschaftswissenschaften] / Arbeitsgemeinschaft für Forschung des Landes Nordrhein-Westfalen) ISSN 0365-2254
- Therapeutisch verwendbare Sulfonamid- und Sulfon-Verbindungen. 2., neubearb. und stark erw. Auflage. Verlag Chemie, Weinheim / Bergstraße 1955 (= Monographien zu „Angewandte Chemie“ und „Chemie-Ingenieur-Technik“ 54)